# Orso I Participazio
Orso I Participazio, död 881, var regerande doge av Venedig 864-881. 